# 雲石山脈
80°17′S 82°5′W / 80.283°S 82.083°W
雲石山脈（英語：Marble Hills）是南極洲的山脈，位於南極大陸西部，屬於埃爾斯沃思山脈的一部分，山體由雲石組成，因此該山脈在1962至1963年被明尼蘇達大學以此命名。